# Brigade du renseignement aux frontières
La Brigade du renseignement aux frontières (en anglais Border Intelligence Brigade, en arabe Al Istikhbarat al Houdoud) est une unité de l'armée soudanaise fondée pour devenir le principal véhicule de l'incorporation des éléments irréguliers menant la contre-insurrection dans le Darfour, désignés jusque-là sous le nom de janjawids.

## Origine
Avant le conflit du Darfour, le principal véhicule d'intégration de milices favorables au gouvernement était les Forces de défense populaires (en) (FDP). Le choix de la Brigade des garde-frontières pourrait être le rejet par les Darfouris de l'idéologie islamiste (qui imprégnait les FDP) et la possibilité de se voir verser un salaire (et non de se financer uniquement par les pillages comme les FDP).

## Effectifs
La brigade compterait 10 000 combattants en octobre 2010, sans compter les supplétifs issus de milice tribales qui peuvent ponctuellement combattre à leurs côtés. Les autorités leur fournissent des cartes d'identité militaires et un salaire.
Tous ne sont pas déployés au Darfour, mais aussi envoyés en entraînement dans la capitale ou bien dans l'État du Nil Bleu.

## Organisation
Placée sous l'autorité des Renseignements militaires soudanais, la Brigade est commandée en 2010 par le lieutenant-colonel Abdelwahid Saïd Ali Saïd.
Elle présente trois composantes :
1. Composante dans le Darfour du Nord, avec 3 000 hommes à El Fasher et 2000 à Misteriha, dirigés par Moussa Hilal, un Arabe Rizeigat Mahamid
2. Composante dans le Darfour de l'ouest, avec 3 000 hommes à Al-Genaïna dirigés par Idriss Hassan, un Arabe Rizeigat Mahamid Aoulad Zeid.
3. Composante dans le Darfour du sud, avec 3 000 hommes à Nyala, dont 2 000 dirigés par Mohamed Hamdan Dogolo alias Hemidti, un Arabe Rizeigat Mahariya

## Histoire
Vers 2010, la composante la mieux armée et la plus active était le bataillon par Hemidti, la Fut 8, jusqu'à ce que ce chef charismatique provoque la mutinerie de cette dernière en 2007 pour obtenir des financements de Khartoum (elle s'achèvera au début de l'année 2008).
En 2017, Moussa Hilal rejette la proposition du gouvernement soudanais d'être intégré dans les Forces de soutien rapide (FSR) dirigée par Hemidti.